# Viranşehir
Viranşehir és una ciutat de la província de Şanlıurfa, situada al sud-est de Turquia. És també la capital del districte homònim. Està situada a 93 km de la capital provincial, Şanlıurfa, i a 55 km al nord-oest de la ciutat de Ceylanpınar, a la frontera siriana. En l'Antiguitat tardana, era coneguda com a Constantina o Constantia (Κωνσταντίνη) pels romans i romans d'Orient, i Tella per la població local siríaca.

## Història
El nom Viranşehir significa la ciutat arruïnada (Llengües iràniques: Viran) i en efecte ha estat destruïda diversos cops al llarg de la història. D'acord amb la tradició, les tombes de Job i Elies van ser trobades a la veïna vila d'Eyyüp Nebi.
Segons l'historiador romà d'Orient Joan Malales, la ciutat va ser construïda per l'Emperador romà Constantí I el Gran en lloc que ocupava una ciutat anomenada Maximianòpolis, que havia estat destruïda per un atac persa i un terratrèmol. Durant els dos segles següents, fou un lloc important en la part nord-est de l'Imperi Romà d'Orient, i tingué un paper crucial en les Guerres romano-sassànides del segle vi com a seu del dux Mesopotamiae (363-540). Fou també un bisbat, sufragani d'Edessa. Jacob Baradeu nasqué prop de la ciutat i fou monjo en un monastery pròxim. La ciutat va ser conquerida pels àrabs el 639.

## La ciutat moderna
Gràcies als ingressos provinents del cotó Viranşehir és una de les ciutats de més ràpid creixement de Turquia. La seva població es va doblar en deu anys: de 57.461 habitants el 1990 a 121.382 el 2000 (xifres de cens). (La població urbana és 89,940 a partir de 2009.
L'alcaldessa de Viranşehir, Leyla Güven, fou detinguda el desembre de 2009 en aplicació de la legislació anti-terrorista de Turquia.